# Bassin de la Villette

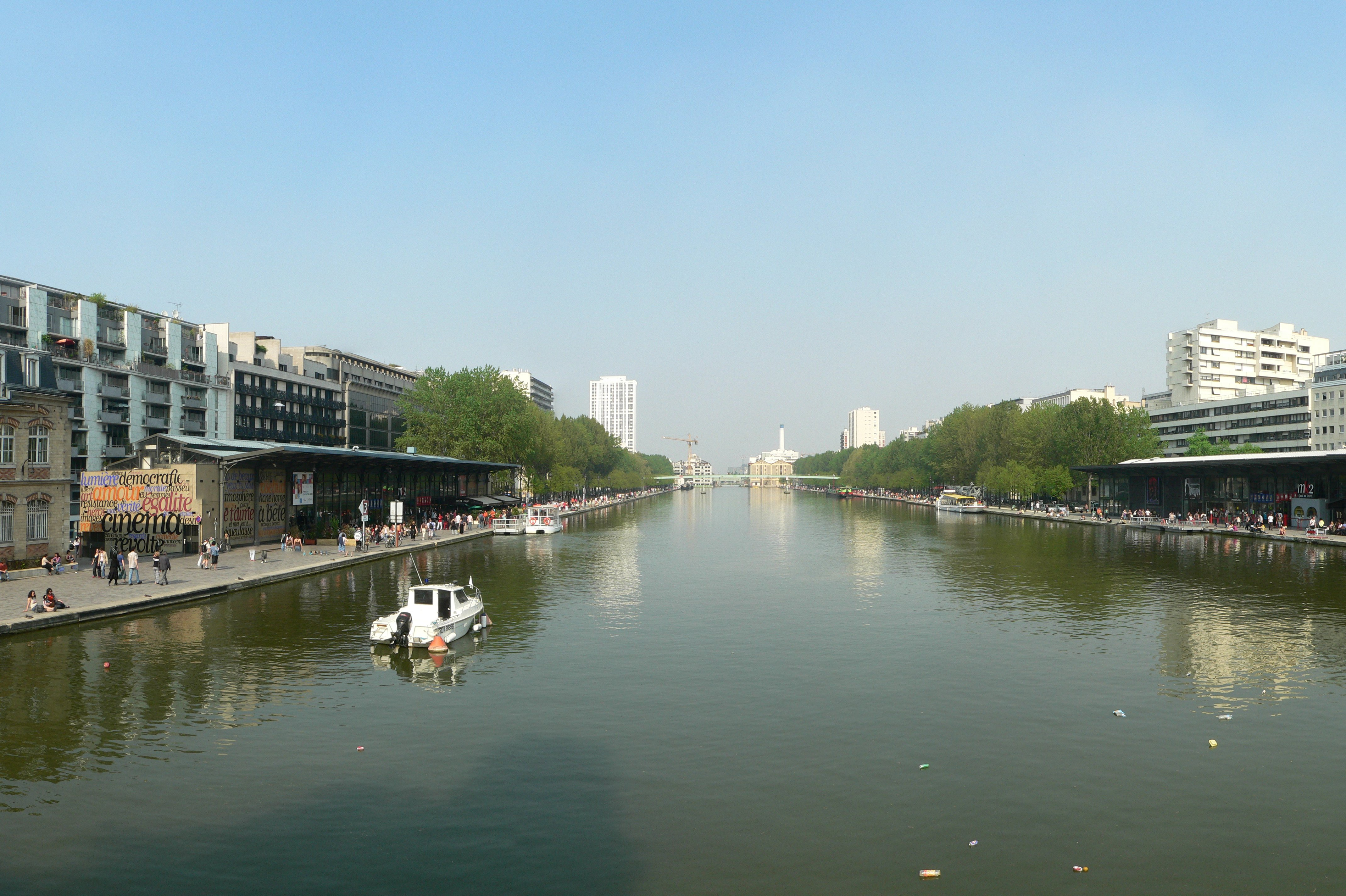
Bassin de la Villette

Bassin de la Villette (česky Nádrž Villette) je jeden z umělých plavebních kanálů v Paříži. Nachází se v 19. obvodu a propojuje kanál Saint-Martin na jihu s kanály Ourcq, který míří na severovýchod a Saint-Denis směřující na sever. Byl uveden do provozu 2. prosince 1808. Jeho název je odvozen od bývalé vesnice La Villette, která byla v roce 1860 připojena k Paříži.

## Popis

Bassin de la Villette

Kanál se skládá ze dvou odlišných částí. První má tvar obdélníku o rozměrech 800x70 metrů. Na horní straně jej vymezuje Pont de Flandre (Flanderský most) z roku 1885 (jediným sklápěcím mostem v Paříži), na dolní straně je ukončen na náměstí Place de la Bataille de Stalingrad. Na severu je kanál ohraničen nábřežím Quai de la Seine a na jihu Quai de la Loire. V polovině přes něj vede lávka pro pěší. Směrem na severovýchod pokračuje kanál v délce 730 m a mnohem užší (30 m). Někdy se už tato část nazývá nesprávně Canal de l'Ourcq, nicméně kanál s tímto jménem začíná až o několik set metrů dále u parku Villette. Zde se plavební kanály větví. Severovýchodním směrem dále pokračuje Canal de l'Ourcq a na sever vede Canal Saint-Denis.

## Historie
Jako první se začal stavět v roce 1802 kanál 699 m dlouhý a 70 m široký. Sloužil k různým účelům. Především sloužil jako zásobárna pitné vody pro Paříž. Jeho druhou funkcí byla zásoba vody pro další kanály určené k plavbě lodí. Na počátku 19. století byl kanál obklopen zahradou, která sloužila jako veřejný park. Během průmyslového rozvoje v polovině 19. století však byly kolem kanálu postaveny překladiště a na konci 19. století již kanál sloužil výhradně pro vodní přepravu nákladu. Tehdy kanál a zdejší přístav zažívaly svůj ekonomický vrchol. V roce 1882 byl postaven uprostřed kanálu most 13 m vysoký a 85 m dlouhý. Byl opatřen hodinami s průměrem 3 m. V roce 1966 byl nahrazen novým. Během 20. století však význam kanálu pro nákladní dopravu pozvolna upadal, takže v roce 2000 činil objem nákladu jen 1,000.000 tun (nejméně v celé jeho historii). Zároveň se začíná pozvolna využívat kanál pro cestovní ruch. Kanál se rovněž využívá k veslování.